# Delta (orienteringsklubb)
Delta var en orienteringsklubb i västra Nyland. Den bildades av Hiidenkiertäjät från Lojo, Karkki-Rasti från Högfors och Rasti-Vihti från Vihdis 1992 och upplöstes 2012. Hiidenkiertäjät lovade att fortsätta träningen av de bästa löparna. 
Delta vann Jukolakaveln 2008 med Panu Piiparinen(fi), Janne Heikka(fi), Leonid Novikov, Petri Noponen(fi), Oskari Liukkonen(fi), Olle Kärner och Valentin Novikov, där Heikka och Valentin Novikov först var på sina sträckor.
Andra löpare var Jani Lakanen, Jonne Lakanen(fi)  och Jarkko Huovila.